# Notidobiella chacayana
Notidobiella chacayana är en nattsländeart som beskrevs av Schmid 1957. Notidobiella chacayana ingår i släktet Notidobiella och familjen krumrörsnattsländor. Inga underarter finns listade i Catalogue of Life.